# Saul Malatrasi
Saul Malatrasi (Calto, 17 de febrero de 1938) es un exfutbolista italiano que desarrolló su carrera como defensa.

## Trayectoria
Malatrasi jugó durante 12 temporadas (247 partidos, 3 goles) en la Serie A con los clubes italianos SPAL 1907, Fiorentina, A. S. Roma, Inter de Milán, Calcio Lecco y A. C. Milan, ganando al menos un trofeo con cuatro de estos equipos (excepto con el SPAL y el Lecco). 
Jugó en los dos clubes rivales de la ciudad de Milán y formó parte de sus victorias en la Copa de Europa de 1964-65 y 1968-69 respectivamente, convirtiéndose así en el primer jugador que conquistó la máxima competición para clubes europeos con dos equipos diferentes. Malatrasi jugó en la final de 1969, pero no en la de 1965.
Fue internacional con selección italiana en tres ocasiones entre 1965 y 1969.

## Palmarés
Fiorentina
- Copa Italia: 1960-61
- Recopa de Europa: 1960-61

A. S. Roma
- Copa Italia: 1963-64

Inter de Milán
- Serie A: 1964-65, 1965-66
- Copa de Europa: 1964-65
- Copa Intercontinental: 1964, 1965

A. C. Milan
- Serie A: 1967-68
- Copa de Europa: 1968-69
- Recopa de Europa: 1967-68
- Copa Intercontinental : 1969